# Verticillium incurvum
Verticillium incurvum är en svampart som beskrevs av Helfer 1991. Verticillium incurvum ingår i släktet Verticillium och familjen Plectosphaerellaceae.   Inga underarter finns listade i Catalogue of Life.